# Malawis flag
Malawis flag er det officielle flag i den afrikanske stat Malawi. Det blev indført 29. juli 2010 og blev gjort officielt 31. juli samme år. Flaget erstattede det tidligere flag, som blev indført 6. juli 1964. Basis i flaget er fortsat tre vandrette striber; en sort, en rød og en grøn, men i det nye flag er rød og sort byttet om, så rød nu er øverst, sort i midten og grøn nederst. I det oprindelige flag var der en op- eller nedadstigende rød sol i den sorte stribe, mens solen nu er hel og hvid og placeret midt på flaget.

## Malawis flag (1964–2010，2012)
Den opadstigende sol repræsenterer frihedshåbet for det afrikanske kontinent. Da flaget blev tegnet, var processen, hvorunder mange lande i Afrika blev uafhængige, netop indledt. Det sorte repræsenterer kontinentets folk, det røde symboliserer martyrerne i Afrikas frihedskamp, og det grønne repræsenterer naturen.
| Flag | Spire Denne artikel om flag eller vexillologi er en spire som bør udbygges. Du er velkommen til at hjælpe Wikipedia ved at udvide den. |